# Высса
Высса — река в Калужской области России, левый приток Оки. Длина реки составляет 50 км, площадь водосборного бассейна — 352 км².

## Данные водного реестра
По данным государственного водного реестра России относится к Окскому бассейновому округу, водохозяйственный участок реки — Ока от города Белёв до города Калуга, без рек Упа и Угра, речной подбассейн реки — бассейны притоков Оки до впадения Мокши. Речной бассейн реки — Ока.
Код объекта в государственном водном реестре — 09010100512110000020421.

### Притоки
(указано расстояние от устья)
- 18 км: река Тирекрея (лв)
- 28 км: река Локня (пр)

## История
В 1584 году при переправе через Выссу было разгромлено крымское войско.